# 방사성 폐기물의 해양 투기
1946년부터 1993년까지 13개 국가에서 주료 의료용, 연구용 및 원자력 산업에서 발생한 약 20만 톤에 달하는 핵/방사성 폐기물을 처리하는 방법으로 해양 투기 혹은 해양 처분이 이용되었다.
바다에 투기된 방사성 폐기물에는 사용 후 핵연료 또는 손상된 핵연료가 있거나, 혹은 아에 없는 원자로 용기나 다양한 용기에 담긴 액체와 고체 방사성 물질이 있다. 1993년부터는 런던 협약, 바젤 협약, MARPOL 73/78에 따라 폐기물의 해양 투기가 국제적으로 완전히 금지되었다. 고준위 폐기물은 무단폐기가 엄격하게 금지되어 있기 때문에 현재까지 해양에 투기된 방사성 폐기물은 저준위 방사성 폐기물(LLW)에만 해당된다.
방사성 폐기물을 해저로 운반하여 해저층에 침전시키는 보다 조심스러운 폐기 방법인 해저층 투기(Ocean floor disposal)가 영국과 스웨덴에서 연구되었긴 했지만 실제로 이 방법으로 투기된 폐기물은 없다.

## 역사
아래의 방사성 폐기물 해양 투기 역사는 국제 원자력 기구(IAEA)가 작성한 관련 보고서인 IAEA-TECDOC-1105에서 인용했다.
- 1946년: 미국 캘리포니아주 해안에서 약 80 km 떨어진 동북태평양 해역에서 최초의 방사성 폐기물의 해양 투기가 일어남.
- 1957년: 방사성 폐기물의 해양 투기에 대한 최초의 IAEA 자문단 회의가 열림.
- 1958년: 최초로 유엔의 해양국제법 회의(UNCLOS I)가 개최됨.
- 1964년: 4월 21일, 원자력 전지인 SNAP-9A가 탑재된 미국의 트랜싯 5BN-3 인공위성이 발사에 실패함. 이 실패로 17,000 Ci (630 TBq)의 플루토늄 고체연료가 대기 중에 타버림.
- 1972년: 폐기물 및 기타물질의 투기에 의한 해양오염방지에 관한 협약(런던 협약)이 체결되다.
- 1975년: 1972년 런던 협약이 공식적으로 발효하다. 이 때부터 고준위 방사성 폐기물의 투기가 금지되었다.
- 1978년: 1월 24일, 코스모스 954 인공위성 발사가 실패했다. 이 위성에는 우라늄-235 약 50 kg이 있는 액체 소듐-포타슘 열전변환기를 통해 동력을 얻는 원자력 전지가 들어 있었다.
- 1983년: 런던 협약에 따라 저준위 방사성 폐기물의 해양 투기가 일시 유예(모라토리엄)되었다.
- 1988년: 《저준위성 방사성 폐기물의 심해 투기가 해양 생명체에 미치는 영향 평가》 발표. 이는 IAEA 기술 보고서 제288호에 포함되었다.
- 1990년: 《저선량 방사선 위험 추정》 보고서인 IAEA-TECDOC-557 보고서 발표.
- 1993년: 러시아 공화국이 구 소련 시절에 사용 후 핵연료를 포함한 고준위성 핵폐기물이 해양에 투기되었다고 보고함.
- 1994년 2월 20일: 방사성 폐기물의 해양 투기가 전면 금지됨.

## 해양 투기 현황
아래의 해양 투기량 데이터는 IAEA-TECDOC-1105에 있는 해양 투기된 방사성 폐기물 보고서를 근거로 작성했다. 아래의 개요 내용은 이 보고서를 요약했다.
해양 투기에서는 깊이, 안정성, 해류 등을 기준으로 이상적인 해양 투기 장소를 찾은 후 폐기물을 고형화, 처리, 격리하러 시도했다. 하지만 일부 해양 투기에서는 방사성 폐기물을 단순히 지표수로 희석시키거나 깊은 곳에서는 압력을 버티지 못해 파열되는 약한 용기를 사용하기도 했다. 또한 수압을 견디는 용기라도 시간이 지나면서 점점 부식되며 물리적으로 손상을 입을 수 있다.

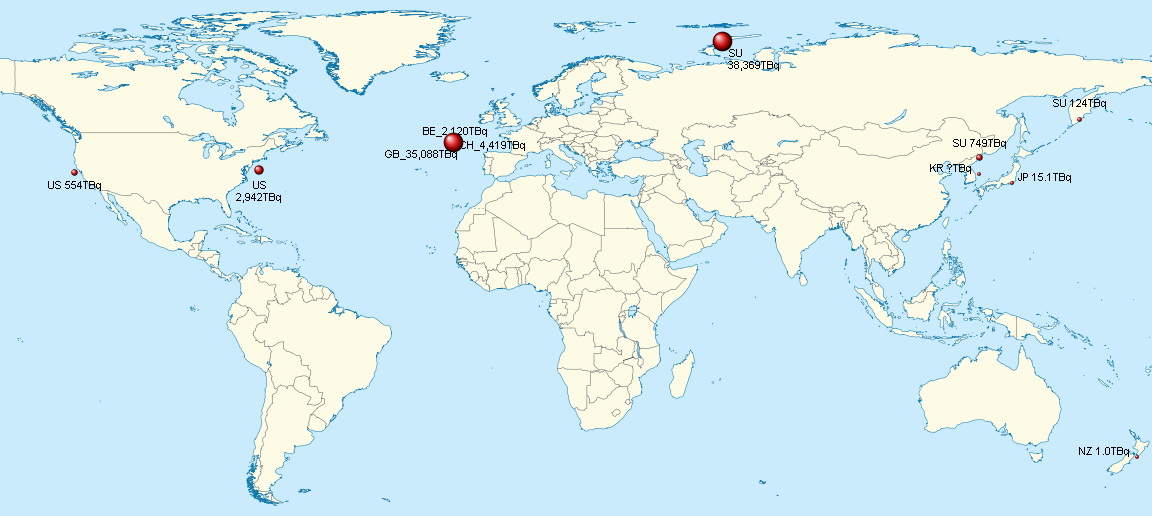
해양에 방사성 폐기물을 투기한 주요 국가와 그 장소를 그린 지도. 대표적인 해양 투기 국가로는 소련(SU, 39,243 TBq)과 그 승계국가인 러시아(2.8v TBq), 영국(GB, 35,088 TBq), 스위스(CH, 4,419 TBq), 벨기에(BE, 2,120 TBq), 미국(US, 3,496 TBq), 일본(JP, 15TBq), 대한민국(KR, ?TBq), 뉴질랜드(NZ, 1+TBq), 프랑스(354 TBq), 독일(0.2 TBq), 이탈리아(0.2 TBq), 네덜란드(336 TBq), 스웨덴(3.2 TBq) 등이 있다.

위 그림에서 언급된 국가는 TBq 단위(TBq=1012 Bq) 단위로 방사성 폐기물을 해양에 투기한 국가로, 투기량 순으로 나열하면 소련, 영국, 스위스, 미국, 벨기에, 프랑스, 네덜란드, 일본, 스웨덴, 러시아, 뉴질랜드, 독일, 이탈리아, 대한민국(양 미상) 순이다. 이 국가가 투기한 방사능량을 측정하면 투기 당시의 방사능량을 기준으로 총 85,100 TBq(85.1x1015 Bq)으로 전 세계 바다 100여곳에 투기되었다. 이 양을 다른 사건과 비교하면 다음과 같다.
- 핵무기 실험으로 발생한 전 세계의 낙진 - 2,566,087x1015 Bq.[4]
- 1986년 체르노빌 원자력 발전소 사고에서 유출된 총 방사선 - 12,060x1015 Bq.[5]
- 2011년 후쿠시마 제1 원자력 발전소 사고에서 유출된 총 방사선 - 340x1015에서 780x1015 Bq로 추정되며 이 중 80%가 태평양에 떨어졌다.[6]
- 후쿠시마 제1 원자력 발전소에서 해양으로 유출된 오염 냉각수의 총 방사선 - 도쿄 전력(TEPCO) 추정 4.7x1015 Bq, 일본 원자력안전위원회 추정 15x1015 Bq,[7] 프랑스 원자력안전위원회 추정 27x1015 Bq.[8]
- 모든 해양에서 자연적으로 발생하는 포타슘의 방사선 - 14,000,000x1015 Bq.[9]
- 유리화 고준위 방사성 폐기물 1단위(순 400 kg)의 평균 방사선 - 4x1015 Bq (Max 45x1015 Bq).

| 국가 | 투기량 (unit TBq=1012 Bq） | 투기량 (unit TBq=1012 Bq） | 투기량 (unit TBq=1012 Bq） | 투기량 (unit TBq=1012 Bq） | 기간           | 투기 장소와 그 부피 등 비고자료* |
| 국가 | 북극해                     | 대서양                     | 태평양                     | 총 합                      | 기간           | 투기 장소와 그 부피 등 비고자료* |
| --- | -------------------------- | -------------------------- | -------------------------- | -------------------------- | -------------- | --- |
| 소련 | 38,369                     | 0                          | 874                        | 39,243                     | 1959-1992년    | 대서양에 20개 장소, 총 222,000 m3 부피이며 주로 사용후 핵연료 포함(w) 혹은 미포함(w/o) 원자로를 투기했다. 태평양(대부분 동해)에는 12개 장소에서 총 145,000 m3 부피를 투기했다. |
| 영국 | 0                          | 35,088                     | 0                          | 35,088                     | 1948-82년      | 북대서양에 15개 장소, 용기 갯수는 미상이다. 브리튼 제도 연안 18개 장소에 74,052 톤, 9.4 TBq 이상을 투기                                                                        |
| 스위스 | 0                          | 4,419                      | 0                          | 4,419                      | 1969-1982년    | 북대서양 3개 장소에 7,420개 용기 5,321 톤을 투기 |
| 미국 | 0                          | 2,942                      | 554                        | 3,496                      | 1946-70년      | 중앙, 북서대서양 9개 장소, 멕시코만 2개 장소 등 총 11개 장소에 34,282개 용기, 부피 미상을 투기. 중앙, 북동태평양 18개 장소에 56,261개 용기, 톤수 미상을 투기.                  |
| 벨기에 | 0                          | 2,120                      | 0                          | 2,120                      | 1960-1982년    | 북동대서양 6개 장소에 55,324개 용기, 23,100 톤을 투기. |
| 프랑스 | 0                          | 354                        | 0                          | 354                        | 1967-1969년    | 북동대서양 2개 장소에 46,396개 용기, 14,300 톤을 투기. |
| 네덜란드 | 0                          | 336                        | 0                          | 336                        | 1967-1982년    | 북동대서양 4개 장소에 28,428개 용기, 19,200 톤을 투기. |
| 일본 | 0                          | 0                          | 15.08                      | 15.08                      | 1955-1969년    | 혼슈 남부 6개 장소에 15차례 3,031개 용기, 606,000 m3을 투기. |
| 스웨덴 | 0                          | 3.2                        | 0                          | 3.2                        | 1959, 61, 69년 | 발트해 1개 장소에 230개 용기, 64 톤을 투기. 북동대서양 1개 장소에 289.5개 용기, 1,080 톤을 투기.                                                                               |
| 러시아 | 0.7                        | 0                          | 2.1                        | 2.8                        | 1992-93년      | 북극해에 3,066 m3을 투기. 태평양에 6,327 m3을 투기. |
| 뉴질랜드 | 0                          | 0                          | 1.04                       | 1.04                       | 1954-1976년    | 뉴질랜드 동해안 4개 장소에 9개 용기, 0.62 m3을 투기 |
| 독일 | 0                          | 0.2                        | 0                          | 0.2                        | 1967년         | 북동대서양 1개 장소에 480개 용기, 185 톤을 투기. |
| 이탈리아 | 0                          | 0.2                        | 0                          | 0.2                        | 1969년         | 북동대서양 1개 장소에 100개 용기, 45 톤을 투기. |
| 대한민국 | 0                          | 0                          | 데이터 없음                |                            | 1968-1972년    | 동해 1개 장소에 5차례(추정치) 115개 용기, 45 톤을 투기. |
| 총 합 | 38,369                     | 45,262                     | 1,446                      | 85,077                     |                | 보고된 모든 소계의 부피 총합은 982,394 m3이다. |
| *어떤 국가는 투기한 폐기물의 질량과 부피만 보고하고, 일부 국가는 폐기물의 톤수만 보고했다. 미국의 경우 90,543개 용기의 톤수나 부피를 보고하지 않았다. 대한민국의 경우 데이터를 보고하지 않고 폐기하여 자료를 정확하게 확인할 수 없다. |                            |                            |                            |                            |                | |

### 투기 폐기물 종류와 용기
아래 데이터는 IAEA-TECDOC-1105 보고서에서 사용한 폐기물 구분의 기준이다.:6–7, 14

#### 액체 폐기물
- 별도의 용기에 격리하지 않고 지표수에 그대로 희석한 경우
- 별도의 용기에 격리하였으나 고형화하지 않은 폐기물

#### 고체 폐기물
- 시멘트 혹은 블랙탑으로 고형화하여 금속 용기에 격리된 수지, 필터, 오염 제거 공정에 사용된 물질과 같은 저준위 폐기물
- 용기에 격리되지 않은 고체 폐기물로 주로 원자력 설비의 큰 부품(증기 발생기, 펌프, 원자로 압력 용기 뚜껑 등)

#### 원자로 용기
- 핵연료 없음
- 폴리머로 고형화하여 보관한 손상된 사용 후 핵연료 포함

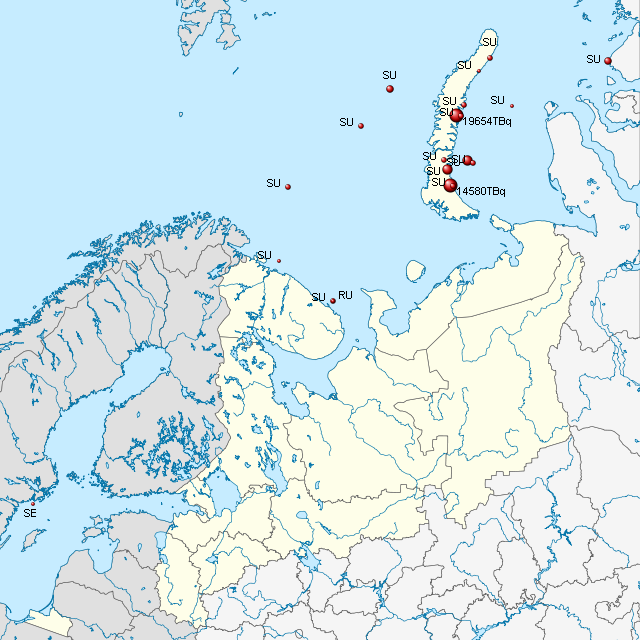
북극해의 방사성 폐기물 투기 장소를 표시한 지도. 범례는 SU: 소련 (38,369 TBq), RU: 러시아 (0.7 TBq), SE: 스웨덴.

- 손상된 사용 후 핵연료가 격리된 특수 용기(구 소련의 레닌 쇄빙선 등)

| 폐기물 종류          | 대서양 | 태평양 | 북극해 | 총 합  | 참조 |
| -------------------- | ------ | ------ | ------ | ------ | ---- |
| 연료 없는 원자로     | -      | -      | 36,876 | 36,876 |      |
| w/o 연료 있는 원자로 | 1,221  | 166    | 143    | 1,530  |      |
| 저준위 고체          | 44,043 | 821    | 585    | 45,449 |      |
| 저준위 액체          | <0.001 | 459    | 765    | 1,223  |      |
| 총 합                | 45,264 | 1445   | 38,369 | 85,078 |      |

### 투기 장소
아래의 투기 장소 구분은 IAEA-TECDOC-1105 보고서의 구분에 따른다. 크게 대서양, 태평양, 북극해로 구분한다.:27–120

#### 북극해
북극해서는 소련이 주로 노바야제믈랴 제도 동쪽 카라해 해역에 투기했으며 바렌츠해에도 비교적 적은 양이 투기되었다. 1959년부터 1992년까지 총 20개 장소에 투기되었으며 원자로와 사용 후 핵연료를 포함해 총 222,000 m3의 폐기물이 투기되었다.

#### 북대서양
북대서양에서는 1948년부터 1982년까지 해양 투기가 이루어졌다. 대서양에 투기된 방사성 폐기물 중 78%가 영국(35,088 TBq)이며, 그 뒤를 이어 스위스(4,419 TBq), 미국(2,924 TBq), 벨기에(2,120 TBq)가 잇고 있다. 이 수치에는 대양에 침몰한 원자력 잠수함은 포함되지 않았으며, 그 목록에는 침몰한 원자력 잠수함 목록 문서를 참고하라.
유럽 8개국에서 137,000톤의 방사성 폐기물을 투기했다. 미국은 34,282개 용기의 부피나 톤수를 보고하지 않아 정확한 투기량을 파악할 수 없다.

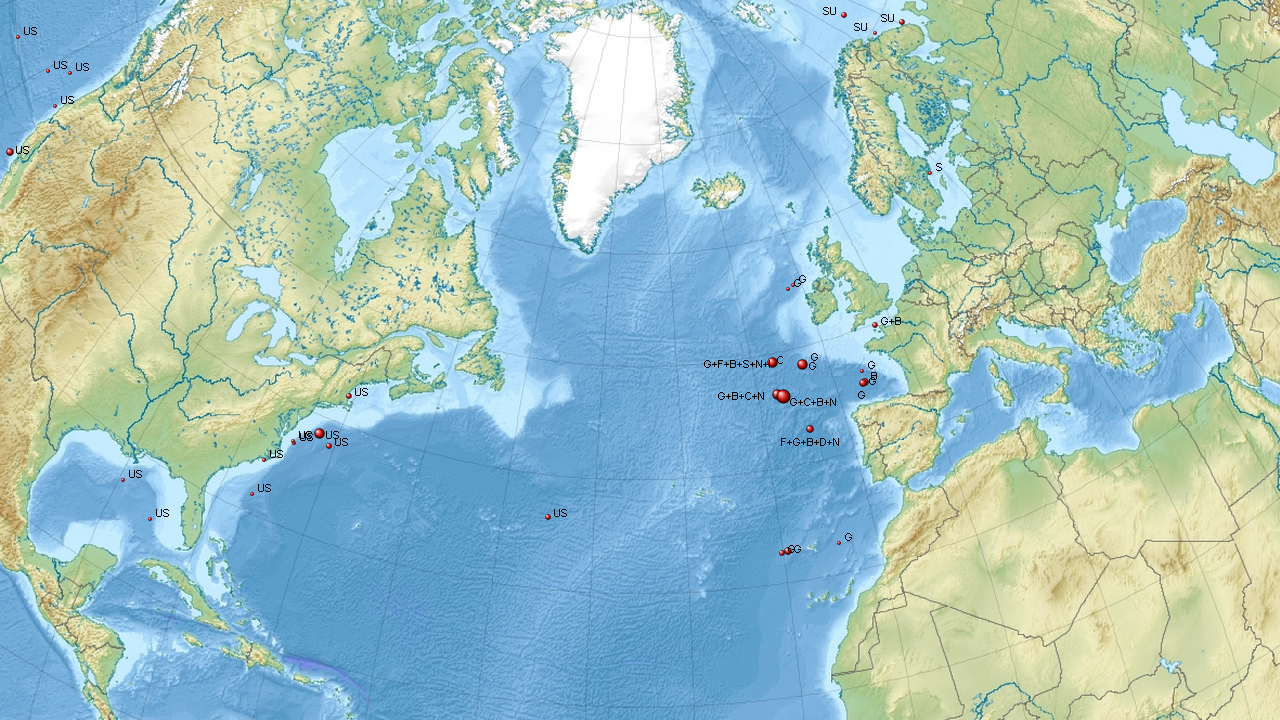
B: 벨기에(2,120 TBq), F: 프랑스(354 TBq), D: 독일(0.2 TBq), I: 이탈리아(0.2 TBq), N: 네덜란드(336 TBq), S: 스웨덴(3.2 TBq), C: 스위스(4,419 TBq), G: 영국(35,088 TBq), US: 미국(2,942 TBq), SU: 소련.

#### 태평양

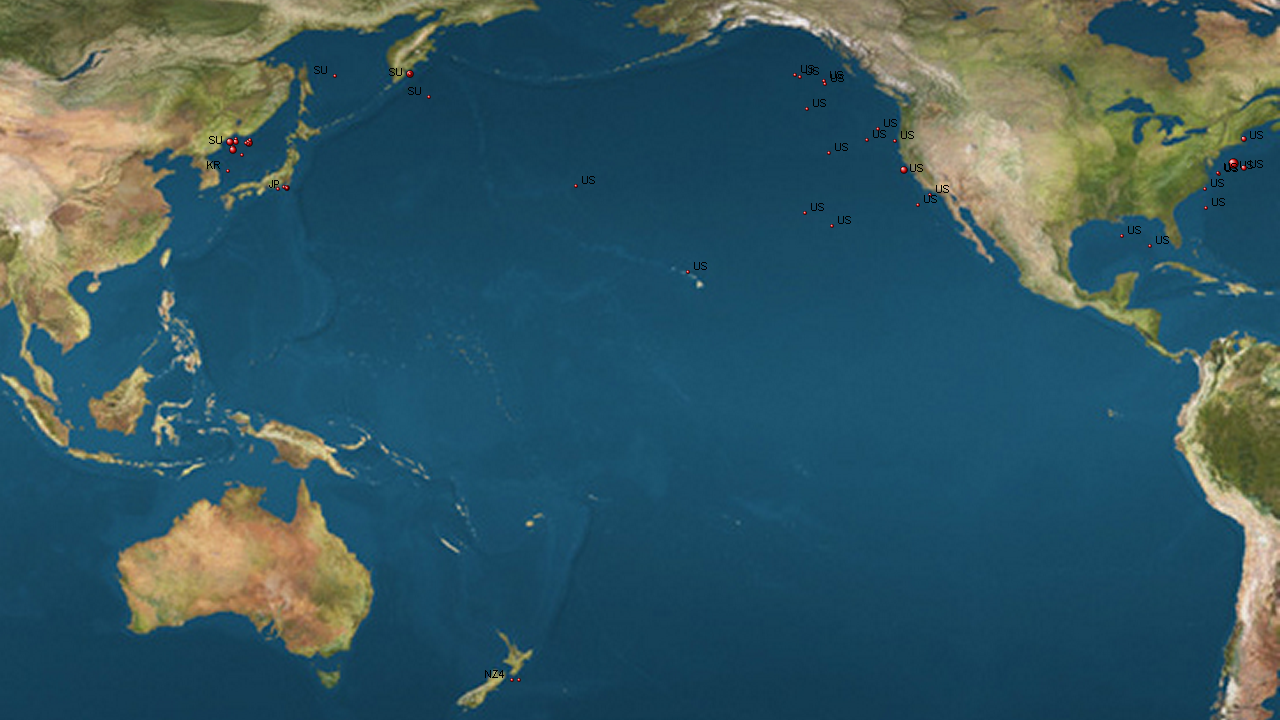
JP: 일본 (15.1 TBq), KR: 대한민국 (? TBq), NZ: 뉴질랜드 (1+ TBq), RU: 러시아 (2.1 TBq), SU: 소련 (874 TBq), US: 미국 (554 TBq)

소련이 874 TBq, 미국이 554 TBq, 일본이 606.2 Tonnes, 뉴질랜드가 1+ TBq를 투기했다. 일본과 소련이 합쳐 총 751,000 m3 부피의 폐기물을 투기했다. 미국은 56,261개 용기의 부피나 톤수를 보고하지 않았다.
이 수치에는 2011년 후쿠시마 원자력 사고 이후 발생한 오염수의 태평양 투기(약 4,700-27,000 TBq로 추정)은 포함되지 않았다.

#### 동해 인근
소련은 749 TBq를, 일본은 혼슈 남부 해역에 15.1 TBq를 투기했다.
대한민국은 울릉도 서남서쪽 해역에 약 45톤의 방사성 폐기물을 투기했으나 정확한 자료가 파기되어 방사선량이나 어느 정도로 투기되었는지 알 수 없다. 당시 대한민국이 동해에 투기한 방사성 폐기물로는 서울시 공릉동에 있던 트리가 마크2호에서 나온 저중준위 폐기물이 해당한다.

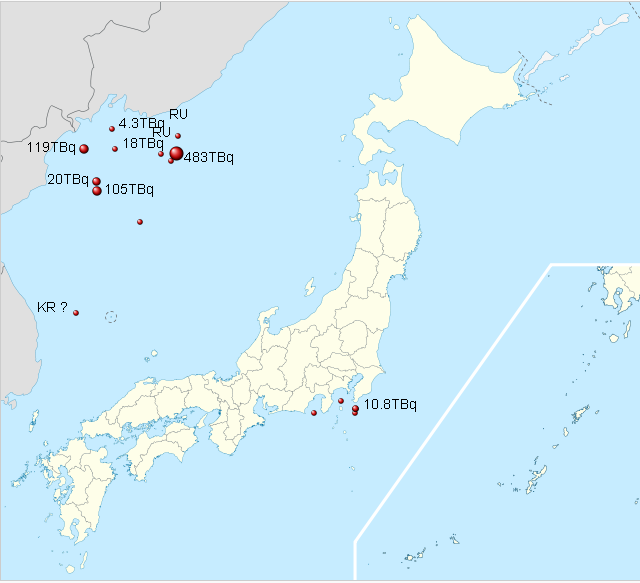
동해 인근의 방사성 폐기물 투기 장소를 그린 지도. 나홋카 인근 해역에 투기된 방사성 폐기물은 소련과 붕괴 이후 러시아 둘 다 포함된다.

## 환경에 끼친 영향
아래의 영향 자료는 IAEA-TECDOC-1105 기준이다.:7

### 북극해
러시아와 노르웨이의 공동탐사단 조사(1992-1994년)에서 4개 폐기물 투기장을 조사했다. 폐기물이 있는 용기 바로 주변에는 높은 수준의 방사성 핵종이 발견되었지만 주변 지역을 광범위하게 오염시키진 않았다.

### 동북대서양
영국, 스위스, 벨기에, 프랑스, 네덜란드, 스웨덴, 독일, 이탈리아가 폐기물을 투기한 지역을 IAEA가 1977년부터 연구를 시작했다. 1996년 진행된 CRESP의 보고서에서는 방사능 물질이 측정 가능한 수준으로 누출되긴 했지만 환경의 영향은 무시할 수 있는 수준이라고 평가했다.

### 동북태평양, 미국 서북대서양
이 지역은 미국 환경보호청(EPA)과 미국 해양대기청(NOAA)이 모니터링하고 있다. 현재까지 투기 지역에서 채취한 해수, 퇴적물 샘플에서 세슘과 플루토늄 동위원소가 높은 수준으로 함유된 폐기물과 가까운 위치에서 채취한 샘플에서는 높은 수준의 방사능이 발견되었으나 그 외에는 과도한 수준의 방사성 핵종이 발견되지 않았다.

### 동해와 서북태평양
1994-1995년 일본-한국-러시아 공동조사단에서는 동해의 방사능 오염이 주로 전지구적 낙진으로 발생했다고 추정했다. 여기서 소련과 대한민국은 동해에, 일본은 혼슈 남부에 폐기물을 투기했다.

## 정책
방사성 폐기물의 해양 투기를 둘러싼 최초의 논의는 1958년 해양법에 관한 유엔 협약(UNCLOS)에서 시작되었다. 이 회의에서 모든 국가는 방사성 폐기물로 발생하는 해양 오염을 방지하기 위해 적극적으로 노력해야하고 이 문제에 관해 국제적인 지침을 따라야 한다는 합의가 이루어졌다. 또한 UNCLOS에서 방사성 폐기물 투기로 발생하는 문제에 대한 연구가 촉발되었다.
하지만 1960년대 말부터 1970년대 초까지 매년 수백만 톤의 방사성 폐기물이 해양에 버려지고 있었다. 이 시기 각국 정부는 해양 오염의 심각한 영향을 깨닫기 시작했고 1972년 해양 투기에 관한 최초의 국제조약 중 하나인 런던 협약을 체결했다. 런던 협약에서는 해양 오염원을 효과적으로 통제하고 해양오염을 방지하기 위한 적절한 조치를 취해야 하며, 주로 특정 물질의 해양 투기를 금지하여 이 목표를 달성하고자 했다. 가장 최신의 런던 협약에서는 철저하게 연구된 특정 폐기물 목록 안에 있는 물질을 제외한 모든 폐기물의 해양 투기를 금지하고 있다. 또한 폐기물을 다른 국가로 수출하여 처리하는 행위와 해양 소각도 금지하고 있다. OECD의 원자력기구와 같은 소규모 기관에서도 유사한 규정을 마련했지만 여전히 방사성 폐기물 정책의 중심적인 국제기구로 런던 협약이 활약하고 있다.
해양 투기를 금지하는 수많은 기존 협정이 존재하지만 여전히 해양 투기는 널리 퍼져 있는 문제이다. 국가마다 방사성 폐기물 투기 금지를 시행하는 수준이 다르기 때문에 합의된 정책의 이행도 일관적이지 않다. 이러한 불일치로 런던 협약과 같은 국제적인 규정의 효과를 파악하기 어렵다.

## 같이 보기
- 심부 수평시추공 처분
- 해저층 투기
- 심부시추공 처분 (DBD)
- 핵연료 주기
- 월성원자력환경관리센터 (경주 방사성 폐기물 처분시설)